# ミンスク公
ミンスク公（ベラルーシ語: князь Менскі）はポロツク公国の分領公国（後にリトアニア大公国に従属）だったミンスク公国の君主の称号である（「公」はクニャージからの訳出による）。公・公国の名は、その中心都市だったミンスクによる。

## ミンスク公の一覧
- グレプ・フセスラヴィチ（在位：1101年 - 1119年）　　　・
- ロスチスラフ・グレボヴィチ（在位：1146年 - 1151年）
- ヴォロダリ・グレボヴィチ（在位：1151年 - 1159年）
- ロスチスラフ・グレボヴィチ（在位：1159年 - 1165年）：再任
- ヴォロダリ・グレボヴィチ（在位：1165年 - 1167年）：再任
- ウラジーミル・ヴォロダリヴィチ[注 1]（在位：1180年代）
- フョードル・スヴャトスラヴィチ（在位：1326年）
- ヴァシリー（在位：1320年代）